# Distretto di Jiangjun
Il distretto di Jiangjun (將軍區S, Jiāngjūn QūP) è un distretto della città di Tainan, situata a Taiwan.